# Ульоти
Ульо́ти (рос. Улёты) — село, центр Ульотівського району Забайкальського краю, Росія. Адміністративний центр Ульотівського сільського поселення.

## Населення
Населення — 6061 особа (2010; 6350 у 2002).
Національний склад (станом на 2002 рік):
- росіяни — 98 %